# Pentax 645D
- 645Z
Le Pentax 645D est un appareil reflex numérique moyen format développé par la marque Pentax en appui sur la marque Ricoh.
Cet appareil est sorti en 2012 et a donné un nouvel essor à ce format (1,5x plus grand qu'un 24x36) en proposant au marché un appareil moins coûteux que les autres constructeurs sur ce marché.
Son capteur 33x44 mm donnant plus de dynamique aux images, il est devenu une référence avant d'être remplacé en 2014 par une version plus poussée en matière de nombre de pixels pour monter à 51 MP à la place de 40 MP.
Ce capteur SONY mais préparé par les ingénieurs de Pentax a remis la marque sur un marché où elle était connue pour ses nombreux appareils moyen format argentiques, dont le Pentax 6x7 (60x70 mm).
Le 645D a reçu le prix de l'appareil de l'année au Camera Grand Prix Japan en 2011. Pentax a célébré cela en sortant une edition limitée de l'appareil.